# Dino Toppmöller
Dino Toppmöller (* 23. November 1980 in Wadern) ist ein deutscher Fußballtrainer und ehemaliger Fußballspieler. Er ist seit der Saison 2023/24 Cheftrainer des Bundesligisten Eintracht Frankfurt.

## Karriere als Spieler
Toppmöller ist ein Sohn des langjährigen Fußball-Bundesligaspielers und späteren Trainers Klaus Toppmöller. Benannt ist er nach der italienischen Torwartlegende Dino Zoff.
In seiner Laufbahn als aktiver Spieler absolvierte Toppmöller neben 31 Regionalliga-Partien mit sechs Toren auch 128 Spiele in der 2. Bundesliga, in denen er 20 Tore erzielte. Er spielte in der Saison 2005/06 für den Regionalligisten SSV Jahn Regensburg. Am 12. August 2006 wurde er von den Offenbacher Kickers unter Vertrag genommen. Im September 2008 erhielt er, inzwischen vereinslos nach dem Abstieg der Kickers, einen Einjahresvertrag beim Zweitligisten FC Augsburg. Am 7. April 2009 wurde er aus privaten Gründen freigestellt.
Nach einem Probetraining im November 2009 wurde er in der Winterpause der Saison 2009/10 vom luxemburgischen Erstligisten und Serienmeister F91 Düdelingen für die Rückrunde verpflichtet. Ab Juli 2010 spielte er in der sechstklassigen Rheinlandliga beim FSV Salmrohr, bei dem er auch Mannschaftskapitän war. In der Rheinlandligasaison 2010/11 stieg er mit dem FSV Salmrohr mit 18 Punkten Vorsprung vor dem SV Mehring in die Oberliga Südwest auf. Zudem wurde Toppmöller mit 36 Treffern Torschützenkönig in der Rheinlandliga. In der folgenden Oberligasaison 2011/12 wurde er mit 25 Toren erneut Torschützenkönig.
Nach Unstimmigkeiten mit Trainer Patrick Klyk Ende September 2012 entschied sich Toppmöller, den Verein zu verlassen und man löste den Vertrag auf. Im Dezember 2012 schloss er sich gemeinsam mit seinem Bruder Tommy dem Oberligisten SV Mehring an. Als spielender Co-Trainer arbeitete er fortan mit Robert Jung zusammen. Nach Jungs Rücktritt übernahm er die alleinige Verantwortung; der Klassenerhalt wurde am letzten Spieltag gesichert. Er beendete seine Tätigkeit beim SV Mehring im Januar 2014.
Zur Spielzeit 2014/15 wechselte Toppmöller als Spielertrainer zum luxemburgischen Zweitligisten und Erstligaabsteiger FC RM Hamm Benfica. In seiner ersten Saison gelang dem RM Hamm der direkte Wiederaufstieg in die BGL Ligue, Toppmöllers Mannschaft setzte sich am Ende vor dem Stadtrivalen RFCU Luxemburg durch. Am zweitletzten Spieltag erzielte er einen Hattrick gegen den FC Monnerich (Endstand 4:0). In der folgenden Saison wurde der Klassenerhalt mit Hamm Benfica frühzeitig erreicht. Im Anschluss beendete Toppmöller seine Spielerkarriere.

## Karriere als Trainer
Zur Saison 2016/17 ging Toppmöller als Cheftrainer zum luxemburgischen Landesmeister F91 Düdelingen und führte den Verein in seiner ersten Saison zum Triple aus Meisterschaft, Pokal- und Ligapokalsieg. In der Spielzeit 2017/18 wurde er mit der Mannschaft erneut luxemburgischer Meister. Er schaffte mit dem Team daraufhin erstmals in dessen Vereinsgeschichte die Qualifikation für die Gruppenphase der Europa League 2018/19. Nachdem er in der darauffolgenden Saison erneut das Triple gewonnen hatte, wurde bekannt, dass Toppmöller den F91 verlassen wird. Nur vier Tage später gab der belgische Zweitliga-Aufsteiger Royal Excelsior Virton die Verpflichtung Toppmöllers bekannt, sein Vertrag galt bis 2021. Am 2. Dezember 2019 gab Excelsior Virton Toppmöllers Rücktritt vom Trainerposten bekannt.
Toppmöller nahm dann an einem DFB-Lehrgang zum Erwerb der UEFA Pro Trainerlizenz teil und erhielt diese Anfang August 2020. Zur Saison 2020/21 wurde er bei RB Leipzig Co-Trainer von Julian Nagelsmann. Zur Saison 2021/22 folgte er Nagelsmann zum FC Bayern München. Ende März 2023 wurde Toppmöller ebenso wie Nagelsmann von der Vereinsführung freigestellt.
Zur Saison 2023/24 wurde er neuer Cheftrainer des Bundesligisten Eintracht Frankfurt. Er folgte auf Oliver Glasner und unterschrieb einen Vertrag bis zum 30. Juni 2026. Bereits sein Vater Klaus Toppmöller hatte die Eintracht von 1993 bis 1994 trainiert. Seine erste Bundesligasaison bei der Eintracht schloss er mit 47 Punkten auf dem sechsten Tabellenplatz ab. Im DFB-Pokal 2023/24 schied man hingegen im Achtelfinale nach einem 0:2 beim Drittligisten 1. FC Saarbrücken aus. Auch in der UEFA Europa Conference League 2023/24, in der die Eintracht als ein Favorit auf den Titel galt, schied sein Team unerwartet früh in der Zwischenrunde nach einem 2:2-Unentschieden im Hinspiel und einer 1:2-Heimniederlage im Rückspiel gegen Union Saint-Gilloise aus.
Die Saison 2024/25 beendete die Eintracht auf dem dritten Platz mit 60 Punkten, es war die erfolgreichste Bundesliga-Spielzeit seit 1992/93. Jedoch verliefen die Pokalwettbewerbe, wie bereits in der Vorsaison, wenig erfolgreich. Im Achtelfinale des DFB-Pokals 2024/25 unterlag man RB Leipzig mit 0:3. In der UEFA Europa League 2024/25 konnte im Achtelfinale Ajax Amsterdam mit insgesamt 6:2 geschlagen werden, bevor man im Viertelfinale durch ein 1:1 in London und ein 0:1 in Frankfurt gegen Tottenham Hotspur ausschied.

## Titel
Als Spieler
- Saarlandpokalsieger: 2000

Als Trainer
- Luxemburgischer Meister: 2017, 2018, 2019
- Luxemburgischer Pokalsieger: 2017, 2019
- Luxemburgischer Supercupsieger: 2017, 2019